# 白马水电站
白马航电枢纽位于重庆市武隆县乌江干流12个梯级的最下游梯级。上游接银盘水电站。兼顾渠化航道和银盘水电站的反调节任务。

## 技术概况
水库死水位180米，正常蓄水位库容1.67亿立方米，调节库容0.41亿立方米，具有日调节能力。水库尾水长49km。
电站枢纽工程由挡水建筑物、泄洪建筑物、河床式厂房和通航建筑物等组成。通航建筑物为单线单级船闸，布置在右岸，可通过1000吨级单船。最大水头31.44m，正常发电最小水头7.12m。

## 历史
业主为重庆大唐国际武隆水电开发有限公司。
2009年11月完成白马航电枢纽预可行性研究。项目涉及武隆4个乡镇和2个街道，共计3659人，自2011年实施禁建令。2012年2月，白马航电枢纽可研装机容量论证通过审查。2018年3月21日，国家发展改革委《关于重庆乌江白马电航枢纽项目核准的批复》（发改能源〔2018〕452号），批复了重庆市发展改革委《关于重庆乌江白马电航枢纽项目申请报告的请示》（渝发改能源〔2017〕1179号），中国大唐集团《关于上报<重庆乌江白马电航枢纽项目申请报告>的请示》（大唐集团规〔2017〕1103号）。计划于2019年底动工。